# الجدايد (يريم)

تعديل مصدري - تعديل

الجدايد محلة تابعة لقرية الخرابة، التابعة لعزلة بني عمر بمديرية يريم إحدى مديريات محافظة إب في الجمهورية اليمنية.، بلغ تعداد سكانها 52 حسب تعداد اليمن لعام 2004.